# Paaviaaraq Heilmann
Paaviaaraq Mossin Heilmann (* 18. August 1958 in Maniitsoq) ist ein grönländischer Politiker (Siumut), Manager, Unternehmer, Sportfunktionär und Skifahrer.

## Leben
Paaviaaraq Heilmann stammt aus einer Familie von Fischern aus Maniitsoq. Er ist ein Sohn des Fischers Albrecht Heilmann und der Hebamme Maren Skifte. Sein Onkel war der Politiker Niels Carlo Heilmann (1927–1991). Ruth Heilmann (* 1945) ist die Frau seines Onkels Ottooraq (1941–1997). Mit seiner Frau Maren L. Heilmann hat er einen Sohn.
Paaviaaraq Heilmann erreichte mehrfach den zweiten und dritten Platz bei den grönländischen Skimeisterschaften. Später war er als Trainer tätig. 1999 wurde er zudem Vorsitzender von Grønlands Idrætsforbund.
Er schloss 1989 eine Ausbildung an der Niuernermik Ilinniarfik in Nuuk ab. Anschließend arbeitete er als Bevollmächtigter im Rechnungswesen des KNR. Nur ein Jahr später begann er eine Stelle als Sekretariatschef beim Fischer- und Jägerverband KNAPK.
Paaviaaraq Heilmann kandidierte bei der Parlamentswahl 1995 als Erster Stellvertreter für Regierungschef Lars-Emil Johansen. Nach der Wahl wurde er zum Minister für Fischerei, Jagd und Landwirtschaft im Kabinett Johansen II ernannt. Als sich Lars-Emil Johansen 1997 aus der Politik zurückzog, rückte Paaviaaraq Heilmann für ihn ins Inatsisartut nach und durfte sein Ministerium im Kabinett Motzfeldt VI behalten, erhalt aber noch das Erwerbsressort dazu. Dennoch erreichte er bei der Parlamentswahl 1999 nur den dritten Nachrückerplatz. Von diesem konnte er im Herbst 2000 und Frühjahr 2001 zweimal stellvertretend im Inatsisartut sitzen. Bei der Parlamentswahl 2002 trat er nicht mehr an.
Von 1999 bis 2001 war er Verwaltungsdirektor der Gemeinde Nuuk. Anschließend war er Direktor von Uummannaq Seafood. Später war er Konzernchef und später Direktor von Royal Greenland. 2013 wurde er Direktor der grönländischen Rentenkasse SISA. 2022 wurde er Aufsichtsratsvorsitzender von Royal Arctic Line.